# Brunn (Värmdö)
Pour les articles homonymes, voir Brunn.
Brunn est une localité de Suède dans la commune de Värmdö située dans le comté de Stockholm.
Sa population était de 1 311 habitants en 2019.